# Kiluhepa
Kiluḫepa / Kiluchepa auch Kilu-ḫepa / Kilu-chepa, Geluḫepa, Giluḫepa (akkadisch Ke-lu DingirHe-pa-at, ägyptisch KirGIpa), oder in der Belletristik auch Giluchipa war die Tochter des mitannischen Königs Šuttarna II. und Schwester von Tušratta, Biria-Waza und Artaššumara.

## Geburtsdatum
Mitannische Prinzessinnen wurden meist im Alter von 12 bis 15 Jahren verheiratet. Daher wird Kiluchepa wahrscheinlich zwischen dem fünften und achten Regierungsjahr des Thutmosis IV. geboren sein. Eine frühere Ansetzung des Geburtstermins und ein damit verbundenes höheres Heiratsalter von Kiluchepa kann allerdings nicht ausgeschlossen werden.

## Verheiratung mit Amenophis III.
Im zehnten Regierungsjahr des Amenophis III. wird Kiluchepa mit Amenophis III. verheiratet. Ihr Bruder Tušratta fungierte als Unterhändler im Auftrag seines Vaters. Der weitere Werdegang von Kiluchepa bleibt unklar, da sie im Amarna-Brief EA 17 noch von Tušratta erwähnt wird. Spätestens im 34. Regierungsjahr des Amenophis III. konnte Kiluchepa von mitannischen Boten nicht mehr am ägyptischen Königshof identifiziert werden, weshalb Tušratta bei Amenophis III. nachfragte, was mit Kiluchepa geschehen sei.
In der folgenden Antwort unterstellt Amenophis III. den Boten mangelnde Kenntnis über das Aussehen: Haben sie (die Boten) denn nicht Kiluchepa erkannt? Sie stand ihnen (den Boten) doch gegenüber. In diesem Zusammenhang erfolgt die Nachfrage nach einer weiteren mitannischen Prinzessin. Tušratta schickte bald darauf seine Tochter Taduchepa zur Vermählung. Kiluchepas Alter lag zu diesem Zeitpunkt mindestens zwischen 36 und 39 Jahren. Weitere Nachfragen nach Kiluchepa seitens Tušrattas folgten nicht. Kiluchepa wird in den folgenden Briefen nicht mehr erwähnt, weshalb über das weitere Schicksal von Kiluchepa keine Aussagen möglich sind.

## Belletristik
In Nicole Vidals Roman Nofretete. aus dem Jahr 1961 ist Giluchipa die Mutter Nofretetes.